# Черник, Елисей Денисович
Черник, Елисей Денисович (1818—1871) — русский войсковой архитектор Кубанской области, академик Императорской Академии художеств.

## Биография

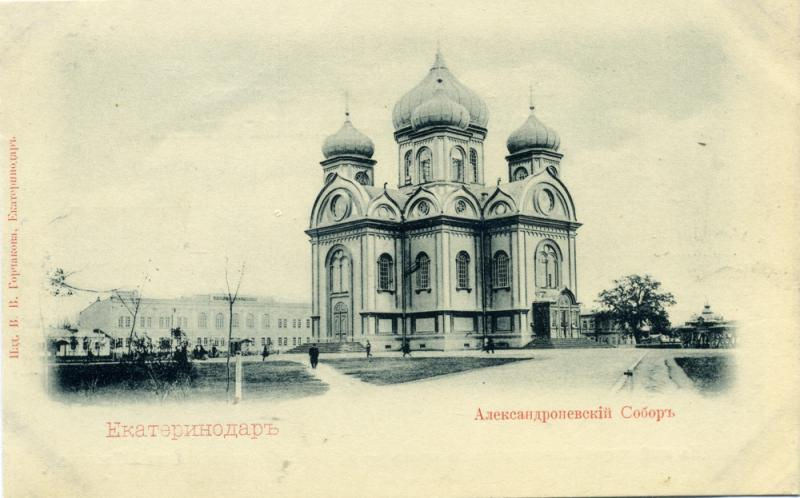
Александровский собор на почтовой карточке начала XX века

Брат профессора Ивана Черника, родился в Екатеринодаре 14-го июля 1818 года. В 1835 году, по окончании местного уездного училища, поступил на службу в войсковую канцелярию и на следующий год был послан пансионером Черноморского войска в Императорскую Академию художеств, где был зачислен сверхштатным учеником.
В 1841 году получил серебряную медаль второй степени за экзамен по рисованию и в 1842 году окончил академию со званием неклассного художника. Оставленный, по желанию войскового правления, на год при Академии для усовершенствования в архитектуре, он в 1843 году был откомандирован в распоряжение департамента военных поселений. Работал по постройке новых и починке старых казарм.
С 1846 года Черник состоял до конца своей жизни войсковым архитектором Кубанского, прежде Черноморского, казачьего войска.
17 апреля 1849 года награждён орденом Святой Анны 3-й степени. В 1858 году Академия художеств присвоила Чернику звание академика.
Основная работа: Войсковой собор Св. благоверного кн. Александра Невского (Краснодар, 1853—1872).

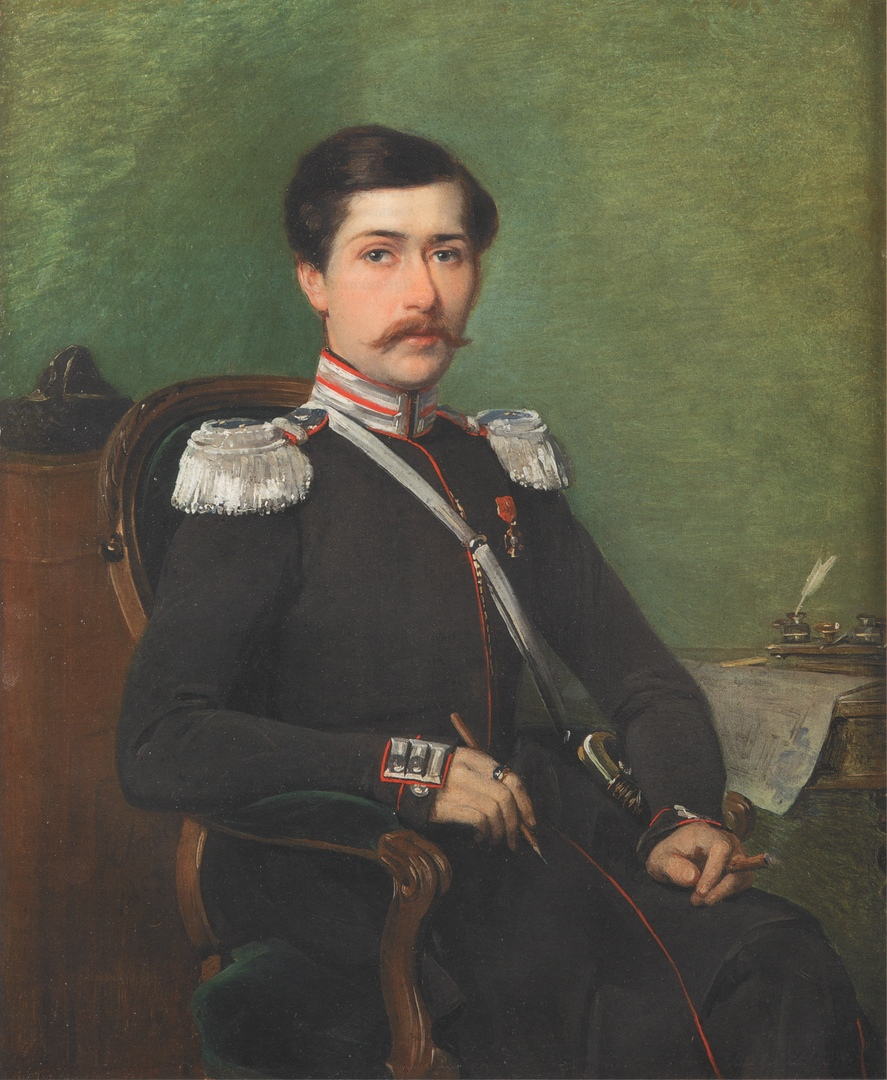
Портрет Елисея Денисовича работы Н.А. Лаврова (1853 г.)
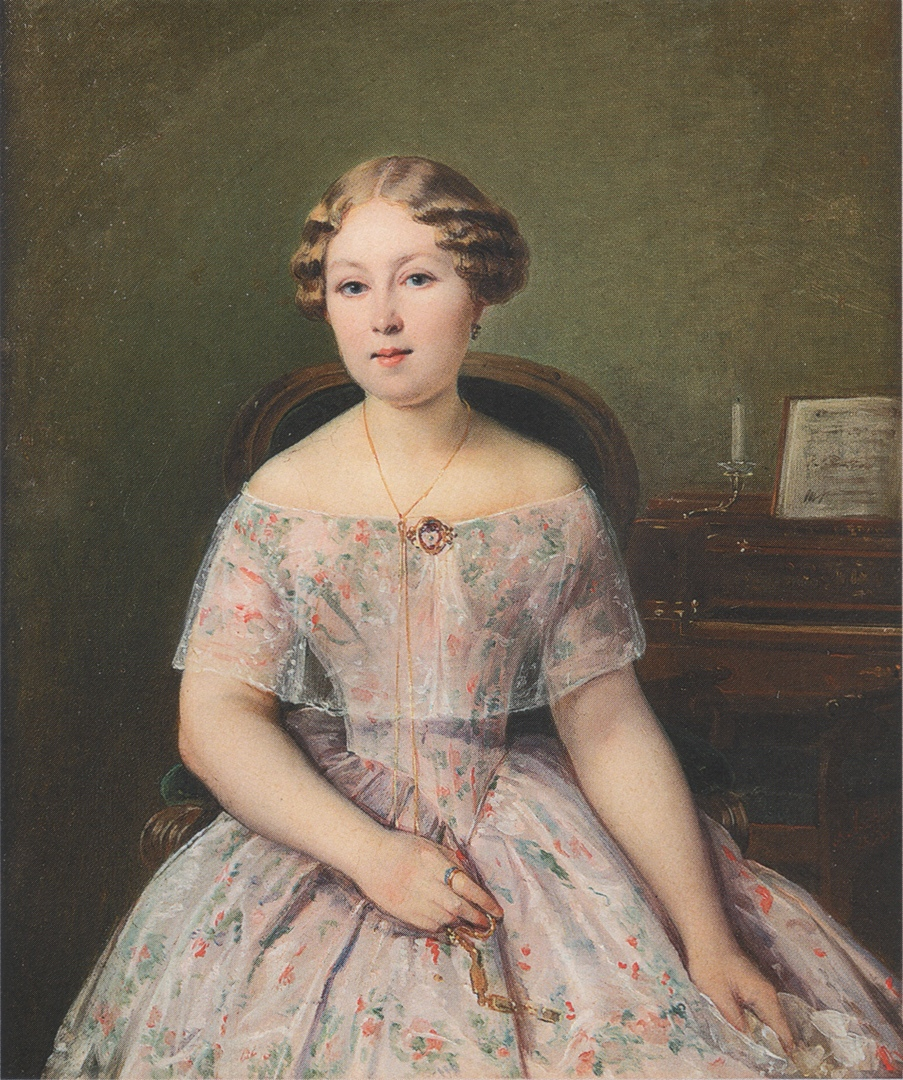
Портрет Евгении Васильевны (урождённой Аверкиевой) работы Н.А. Лаврова (1853 г.)

## Память
В Краснодаре в 1995 году одна из новых улиц получила имя Братьев Черников.